# Przestrzeń μ
Przestrzeń μ jest to używana w fizyce sześciowymiarowa przestrzeń rozpięta przez argumenty funkcji rozkładu: trzy składowe położenia ({\displaystyle \ x,y,z}) i trzy składowe prędkości ({\displaystyle \ v_{x},v_{y},v_{z}}).
Przestrzeń μ jest podstawowym pojęciem mechaniki statystycznej, a głównym celem jej wprowadzenia jest redukcja liczby równań opisujących układ fizyczny – zagadnienie rozwiązania bilionów dokładnych równań ruchu dla poszczególnych cząstek gazu lub cieczy fizyka statystyczna sprowadza do rozwiązania kilku przybliżonych równań wiążących zaledwie sześć parametrów przestrzeni μ.